# 冨田直美
冨田 直美（とみた なおみ、1976年1月20日 - ）は、神奈川県出身の女優。ONEOR8、エム・アール所属。

## 人物
集団すっぴん部隊主宰。
舞台芸術学院演劇部本科卒。
身長164cm。血液型O型。
趣味は料理、読書。特技はDIY、ジャズダンス。

## 出演作品

### 舞台
- ONEOR8公演
  - 「まほろばにて、」（1998年）
  - 「ロンドンと巴里」（1998年）
  - 「陽がまた昇る 陽がまた暮れる」（1999年）
  - 「ニットキャップマン」（1999年）
  - 「シケモクと猿股」（2000年、2009年）
  - 「ひきずる裾、ない袖を振る。」（2000年）
  - 「裸足」（2001年、2004年）
  - 「一夏二夏」（2001年）
  - 「春うらら」（2001年）
  - 「秋うらら」（2002年）
  - 「ガーデン」（2002年）
  - 「ゴールデンアワー」（2002年）
  - 「春へと。」（2003年）
  - 「鈴とファンファーレ」（2003年）
  - 「最後の恐竜」（2004年）
  - 「Turkey」（2004年）
  - 「29」（2005年）
  - 「ゼブラ」（2005年、2007年、2015年、2018年）
  - 「パレード」（2006年）
  - 「電光石火」（2006年）
  - 「コルトガバメンツ」（2007年）
  - 「莫逆の犬」（2008年）
  - 「思い出トランプ」（2008年）
  - 「バイエル」（2009年）
  - 「躾」（2009年）
  - 「絶滅のトリ」（2010年）
  - 「ペノザネオッタ」（2011年）
  - 「そして母はキレイになった」（2012年、2016年）
  - 「猿股のゆくえ」（2013年）
  - 「世界は嘘で出来ている」（2014年、2017年）
  - 「さようならば、いざ」（2016年）
  - 「グレーのこと」（2017年、2021年）
  - 「誕生の日」（2020年、2025年）
  - 「連結の子」（2022年）
  - 「かれこれ、これから」（2024年）
- 外部公演
  - 安眠「チョコ臭」（1998年）
  - 椎名町オフィス「冬物語」（2002年）
  - すっぴん部隊
    - 「おばけやしき」（2004年）
    - 「ロープ」（2015年）

  - ククルカン「クローバー 夏」（2005年）
  - 三田村組「猿股の行方」（2006年）
  - 青山演劇カウンシル#2 〜Relation〜ONEOR8 プロデュース「思い出トランプ」 （2007年）
  - パルコプロデュース「カーディガン」（2009年）
  - ラッパ屋 第37回公演「凄い金魚」（2010年）
  - よしもとクリエイティブ・エージェンシー「莫逆の犬」（2019年）

### テレビドラマ
- 金曜ナイトドラマ / スカイハイ 第7死（2003年、テレビ朝日）
- 女と愛とミステリー / パートタイム探偵2（2004年、テレビ東京） - 小田島理恵の同僚
- 拝啓トリフォー様 -テレビドラマのつくり方-（2008年、テレビ朝日）
- 真夜中ドラマ / 湯遊ワンダーランド 第5話（2023年、テレビ大阪） - 入浴客
- 飯を喰らひて華と告ぐ 第5話（2024年、TOKYO MX） - 教師
- 相棒 SEASON23 第10話（2025年、テレビ朝日） - 佐伯美鈴

### テレビ番組
- サラリーマンNEO（NHK）
  - 冬のソナタ（2004年） - チェ・ジウ
  - シーズン1 - 6（2006年）

### 映画
- ハッシュ!（2001年、シグロ）
- コンセント（2001年)
- Border Line（2002年）
- サラリーマンNEO 劇場版（笑）（2011年、ショウゲート）

### ラジオドラマ
- FMシアター「茶筒の行方」（2004年、NHK-FM放送）
- ネスレアミューズ「泣けない私」（2011年）
- キッチン日和（2011年）